# Parupeneus chrysonemus
Parupeneus chrysonemus es una especie de peces de la familia Mullidae en el orden de los Perciformes.

## Morfología
• Los machos pueden llegar alcanzar los 19,6 cm de longitud total.

## Distribución geográfica
Se encuentran en las Islas Hawái.

## Hábitat
Es un pez de mar.